# Rothenhügl
Rothenhügl (oberfränkisch: Ruhdnhiegl) ist ein Gemeindeteil der Großen Kreisstadt Kulmbach im Landkreis Kulmbach (Oberfranken, Bayern). Rothenhügl liegt in der Gemarkung Leuchau.

## Geografie
Die Einöde ist von Acker- und Grünland umgeben und liegt am Fuße der Großen Windwarte (379 m ü. NHN, 0,6 km nordwestlich). Ein rechter Zufluss des Aubachs fließt südlich am Ort vorbei. Die Bundesstraße 85 führt nach Leuchau (0,9 km nördlich) bzw. nach Rohr (0,6 km südöstlich). Eine Gemeindeverbindungsstraße führt nach Gößmannsreuth zur Kreisstraße KU 16 (1,6 km westlich).

## Geschichte
Ein Tropfhaus, das mit Rothenhügl gleichgesetzt werden kann, wurde 1798 erstmals erwähnt. 1812 wurde es erstmals als „Rothenhügl“ erwähnt. Benannt wurde der Ort nach dem rötlichen Lettenboden.
Von 1797 bis 1810 unterstand der Ort dem Justiz- und Kammeramt Kulmbach. Mit dem Gemeindeedikt wurde Rothenhügl dem 1811 gebildeten Steuerdistrikt Gößmannsreuth und der 1812 gebildeten gleichnamigen Ruralgemeinde zugewiesen. Mit dem Zweiten Gemeindeedikt (1818) wurde die Gemeinde in Leuchau umbenannt. Am 1. Juli 1976 wurde Rothenhügl im Zuge der Gebietsreform in Bayern nach Kulmbach eingegliedert.

### Einwohnerentwicklung
| Jahr      | 001818 | 001861 | 001871 | 001885 | 001900 | 001925 | 001950 | 001961 | 001970 | 001987 |
| Einwohner | 11     | 12     | 11     | 12     | 11     | 15     | 14     | 9      | 9      | 7      |
| Häuser    | 2      |        |        | 2      | 2      | 2      | 2      | 2      |        | 2      |
| Quelle    | [ 7 ]  | [ 10 ] | [ 11 ] | [ 12 ] | [ 13 ] | [ 14 ] | [ 15 ] | [ 16 ] | [ 17 ] | [ 1 ]  |

## Religion
Rothenhügl ist evangelisch-lutherisch geprägt und nach Unsere Liebe Frau (Mangersreuth) gepfarrt.